# Аниме
Аниме (јап. アニメ) је вид цртане анимације пореклом из Јапана, са карактеристичном стилизацијом ликова и позадине, која га визуелно одваја од других видова цртаних филмова. Реч аниме долази од јапанске речи animeshōn (アニメーション) засноване на енглеској речи animation и у Јапану се користи за све цртане филмове. Неки аниме наслови су ручно цртани али није неуобичајено, поготово код новијих наслова, да се у великом делу продукције користе рачунари. Приче које аниме наслови покривају су обично наменски писане, али нису неуобичајене и адаптације, пре свега манга наслова и новела. Аниме се емитује преко телевизије, дистрибуира на медијима као што су ВХС или DVD и преко игара за конзоле или рачунаре. Многа аниме дела су настала под утицајем јапанског стрипа познатог као манга. Неки аниме наслови су адаптирани у игране филмове или серије.
Изван Јапана, аниме се специфично односи на анимације из Јапана или као јапански стил анимације који често карактерише шарени цртеж, живахни ликови и фантастичне теме. Овакав приступ значењу шири концепт "анимеа" и на наслове произведене у другим земљама осим Јапана који прате устаљене конвенције и клишее јапанских анимеа. Најустаљенија и најједноставнија дефиниција анимеа, искључујући елементе око којих се многи љубитељи и критичари не слажу, је "јапански цртани филм". Неки критичари, поготово они који "аниме" сматрају као стил анимације а не само као географску одредницу, везују аниме са новим обликом оријентализма.
Најранија комерцијална јапанска анимација датира до 1917. године, и јапанска продукција аниме је од тада наставила са сталним порастом. Карактеристични стил уметности аниме настао је 1960-их година са радовима Осамуа Тезуке, а раширио се на међународном плану крајем 20. века, развијајући велику домаћу и интернационалну публику. Аниме се театрално дистрибуирају путем телевизијског преноса, директно на кућне медије и преко интернета. Аниме се класификује у бројне жанрове намењене разноврсној широкој публици, као и у специфичне нише.
Аниме је разнолика уметничка форма са препознатљивим продукцијом и устаљеним техникама које су временом прилагођаване као одговор на настајуће технологије. Као и други видови анимираног филма комбинује технике приповедања, графичку уметност, карактеризацију, кинематографију и друге видове техника које доприносе индивидуалном уметничког исказа. Аниме продукција је у мањој мери усредсређена на детаљно кретање ликова, а више на позирање, као и на употребу ефеката камере, укључујући панирање, зумирање и снимање углова. Сама чињеница да су анимеи вид цртаног филма доста доприноси ескапистичком квалитету који гледаоци цене.  Користе су различити уметнички стилови цртежа, те пропорције и карактеристике ликова могу бити прилично разноврсне; на пример, очи могу бити нацртане како изразито експресивно (што је једна од најчешћих стереотипних одлика аниме ликова) тако и одмереније, реалније.
Аниме индустрија се састоји од преко 430 производних студија, укључујући главна имена као што су Студио Џибли, Гејнакс и Тоеј анимејшон. Упркос томе што обухвата само део јапанског домаћег филмског тржишта, аниме чини већински део јапанске DVD продаје. Аниме је исто тако доживела међународни успех након успона енглеског дублерског програмирања. Овај пораст међународне популарности произашао из нејапанских продукција које користе стил аниме уметности. Да су ти радови анимације под утицајем аниме или праве аниме је тема дебате међу љубитељима овог уметничког приступа.

## Дефиниција и употреба
Аниме је уметничка форма, посебно анимација, која укључује све жанрове присутне у кинематографији, али се може погрешно класификовати као жанр. У јапанском, термин аниме се односи на све форме анимације из целог света. У енглеском језику, anime (/ˈænəˌmeɪ/) се рестриктивније користи за означавање „анимираног филма или телевизијске забаве у јапанском стилу” или као „стил анимације створен у Јапану”.
Етимологија речи аниме је спорна. Термин „анимација” се пише у јапанској катакани као アニメーション (animēshon, Јапански изговор: ) и једнако је アニメ (аниме) у својој скраћеној форми. Неки извори то тврде да је аниме изведено из француског термина за анимацију dessin animé, док други сматрају да је то мит изведен из француске популарности овог медијума у касним 1970-тим и 1980-тим. У енглеском, anime — кад се користи као заједничка именица — нормално функционише као градивна именица. (на пример: „Да ли гледаш аниме?” или „Колико аниме си сакупио?”) Пре уласка термина аниме у широку употребу, термин јапанимација је био превалентан током 1970-их и 1980-их. Средином 1980-их, термин аниме је почео да замењује јапанимацију. Уопштено говорећи, старији термин се сад појављује само у раздобљима где се користи за разликовање и препознавање јапанске анимације.
Реч аниме је такође била критикована, 1987. године, кад је Хајао Мијазаки изјавио да он презире скраћену реч аниме, јер по њему она представљала пустошење јапанске индустрије анимације. Изједначио је то опустошење са аниматорима без мотивације и масовно произведеним, претерано експресионистичким производима који се ослањају на фиксну иконографију израза лица и продужене и преувеличане акционе сцене, а без дубине и софистицираности у смислу да они не покушавају да пренесу емоције или мисли.

## Историја
Историја анимеа почиње почетком 20. века, када су јапански творци филмова експериментисали са техникама анимације које су претходно биле развијене на западу. Прве анимације у Јапану су почеле да се праве 1917. године. Током седамдесетих, аниме се даље развијао, одвајајући се од својих западњачких узора и развијајући јединствене жанрове као што је „мека“. Осамдесетих година, аниме је прихваћен као мејнстрим и доживео је прави бум у производњи. Од деведесетих наовамо, аниме је прихваћен и у другим земљама.

### Жанрови
Аниме има много жанрова, као и традиционални играни филмови и серије. Ти жанрови подразумевају авантуре, научну фантастику, приче за децу, љубавне приче, средњовековну фантазију, еротику, хорор, акцију и драму. Већина анимеа садржи елементе неколико различитих жанрова, као и варијације тема. Ово чини врло тешким разврставање неколико наслова. Аниме може да има наизглед просту радњу, али у исто време може садржати много сложенију, дубљу радњу и развијање ликова. Није необично да анимеи оријентисани превасходно доброј акцији садрже хумор, љубав, па чак и оштре друштвене коментаре. Исто се може односити на аниме оријентисане ка љубавним причама који могу да садрже јаке акционе елементе.
- шонен (少年 shōnen) — „дечак,” аниме или манга намењени дечацима или младићима.[26]
- шоџо (少女 shōjo) — „девојчица,” аниме или манга намењени девојчицама.
- кодомомуке (子供向け kodomomuke) — „дечји,” овакве аниме или манга је намењен млађој деци.
- сеинен (青年 seinen) — аниме или манга слични шонен типу, намењени старијој публици.
- џосеј (女性 josei) — „млада жена“; аниме или манга намењен млађим женама и једна је од најређих форми.
- махо шоџо (魔法少女 mahō shōjo) — поджанр шоџоа издвојив по томе што описује магичне девојке.
- мека (メカ mecha) — аниме који садржи џиновске роботе.
- супер сентаи (スーパー戦隊 sūpā sentai) — аниме или манга који укључују тимове суперхероја.
- бишонен (美少年 bishōnen) — „леп дечак“, термин за аниме који садржи згодне дечаке и људе.
- бишоџо (美少女 bishōjo) — „лепа девојка“, термин за аниме који садржи лепе девојке.
- ечи (エッチ ecchi) — добијено изговором „Х“, што у Јапану означава непристојну сексуалност; благ сексуални хумор.
- хентај (変態 hentai) — „перверзно“; обично порнографски аниме.
- јури (百合 yuri), раније шоџо-ај (少女愛 Shōjo-ai) — аниме или манга чија је тема љубав између женских ликова.
- јаои (やおい yaoi), раније шонен-ај (少年愛 Shōnen-ai) — аниме или манга чија је тема љубав између мушких ликова.

### Музика
Као и западни играни филмови, и аниме користи музику као важну уметничку алатку. Песме из анимеа су велики бизнис у Јапану и често имају своје топ-листе. Ово је разлог зашто музику из анимеа често компонују и изводе најбољи музичари.
Најчешћа употреба музике у анимеу је за потребе позадинске музике. Позадинска музика се користи да нагласи дату сцену, на пример Decisive Battle из серије Neon Genesis Evangelion се чује када ликови врше припреме за битке и одликује се јаким ударцима у бубањ и војним стилом који наглашава напетост сцене и наговешта предстојећу борбу.
Насловна музика се обично поклапа са општим призвуком серије или филма и служи да узбуди гледаоца. Одјавне песме често коментаришу радњу или целу серију или филм и често се користе да нагласе посебно важне сцене. Уводне и одјавне теме, као и убачене песме, често изводе популарни музичари, тако да на овај начин песме постају врло важан део анимеа.

## Процес анимације

### Технике
Стил цртања који је коришћен у анимеу који је створен за телевизију је контрапродуктиван процесу анимације. Аниме стил има нагласак на детаљима који касније стварју тешкоће да се испоштује продукцијски распоред и буџет, што је контраст стиловима анимације који имају дизајнерску етику која наглашава једноставност.
Осаму Тезука је усвојио и упростио многа Дизнијева анимацијска правила да би смањио цену и број фрејмова у продукцији, иако треба напоменути да Дизнијеви филмови створени на западу нису аниме. Ово је било замишљено као привремена мера која ће му омогућити да уради једну епизоду сваке недеље са неискусним аниматорским особљем. Неки аниматори у Јапану су превазишли продукционе буџете коришћењем другачијих техника од Дизнија и Тезукиних метода анимације анимеа. Захваљујући смањеном броју фрејмова, неколико мирних кадрова и скролујућој позадини, сцене су стваране са већим фокусом на квалитету од остатка продукције. Аниматор Јасуо Оцука је био пионир ове технике. Режисери попут Хиројукија Имаишија (Cutey Honey, Dead Leaves) су упростили позадине тако да се више пажње могло посветити анимацији лика. Други аниматори попут Тацујукија Танаке (посебно у Eternal Family Коџија Минамота) је користио „стисни и издужи,” анимацијску технику која није често коришћена од стране јапанских аниматора; Танака је направио друге олакшице да би компензовао ово. Аниме студији користе технике да би цртали што мање нове анимације као што је коришћење дијалога који укључују само анимирање уста док остатак сцене остаје апсолутно непромењен, техника која је позната западњачким анимацијским стиловима.

### Стилови анимације
Аниме стил се карактерише сенчењем, цртањем косе у одвојеним праменовима, карактеристичним начином цртања очију (види слике), и „манама лица“ у анимацији. Мане лица укључују, на пример, изражавање беса тако што код лика искоче вене на челу, изражавањем стида појављивањем црвенила на лицу...

### Продукциони типови анимеа
Већина типова анимеа се може сврстати у три категорије:
- Филмови, који се углавном приказују у биоскопима, представници су највећег буџета и углавном најбољег визуелног квалитета. Популарни аниме филмови су Акира, Нинџа Скрол, и Дух у оклопу (енгл. Ghost in the Shell). Неки аниме филмови се само приказују на филмским или анимацијским фестивалима и краћи су и понекад слабији у погледу производне вредности. Примери ових су Зимски дани (Winter Days), Шумска легенда (енгл. Legend of the Forest). Осамуа Тезуке. Друге типови филмова укључују компилационе филмове, који су телевизијске епизоде спојене заједно и приказане у биоскопима из различитих разлога и отуда су усредсређена форма телевизијске серије. Ипак, ово може бити дуже од просечног филма.
- Телевизијске серије су аниме које су синдикализоване и емитују се на телевизији у регуларном распореду. Телевизијске серије су обично лошије у поређењу са ОВА или филмским насловима, јер је производни буџет распоређен на више епизода него један филм или кратка серија. Већина епизода су дуге 23 минута, да би попуниле типично време од 30 минута уз додатак реклама. Једна пуна сезона је 26 епизода, а многи наслови иду пола сезоне или 13 епизода. Већина телевизијских серија има уводни и одјавни списак аутора и често и џинглове, често смешне или луцкасте, који служе за означавање почетка и краја рекламног блока.
- ОВА (Оригинална Видео Анимација) аниме је често сличан телевизијској мини-серији. Они се издају директно на ВХС-у или DVD-у.

## Лиценцирање и дистрибуција
Аниме је доступан изван Јапана у локализованом облику. Лиценциране аниме модификују западни дистрибутери кроз синхронизацију на језик земље у којем се издаје. Аниме може бити измењен тако да се промене културне референце које можда неће разумети не-јапански гледалац и компаније могу уклонити оно што се може сматрати непријатним садржајем. За обожаваоце који се противе мењању или синхронизацији аниме избор је DVD издање. DVD издања често садрже и синхронизовани аудио и оригинални јапански аудио са преводима, обично су неизмењени и немају рекламе.

### Фансубовање
Иако је то често кршење ауторских права у многим земљама, неки обожаваоци гледају фансабове - снимке анимеа које су превели и титловали обожаваоци, илити фанови. Етичке импликације производње, дистрибуције и гледања фансабова су теме многих контроверзи, иако фансаберске групе не узимају профит и најчешће престају са дистрибуцијом свог рада онда када серија буде лиценцирана.